# 罗伯托·耶鲁萨林斯希
罗伯托·耶鲁萨林斯希（葡萄牙語：Roberto Ierusalimschy，葡萄牙語發音：[ʁoˈbɛʁtu jeɾuzaˈlĩski]；1960年5月21日—）是巴西计算机科学家，因创造Lua编程语言而闻名。他拥有里约热内卢天主教大学计算机科学博士学位，并现任该校信息学正教授。他于1992年在滑鐵盧大學作博士後研究員， 2012年在史丹佛大學做客座教授。他是《Lua编程》的主要架构师和作者。他还创建了用于实现解析表达文法的Lua库LPeg。